# 王肇谦
王肇谦，河北深泽人，是一名清朝政治人物。
王肇谦曾于咸丰四年(1854年)接替金崇任漳州府知府一职，咸丰六年(1856年)由耿日椿接任。

## 延伸阅读
[在维基数据编辑]
 《清史稿/卷478》，出自趙爾巽《清史稿》